# Bangor (Wisconsin, város)
Bangor város az USA Wisconsin államában, La Crosse megyében. Lakosainak száma 617 fő (2020. április 1.).

## Népesség
A település népességének változása:

| 2010 | 615 |
| 2020 | 617 |